# Fungling
Fungling é uma cidade do Nepal.